# Ripi

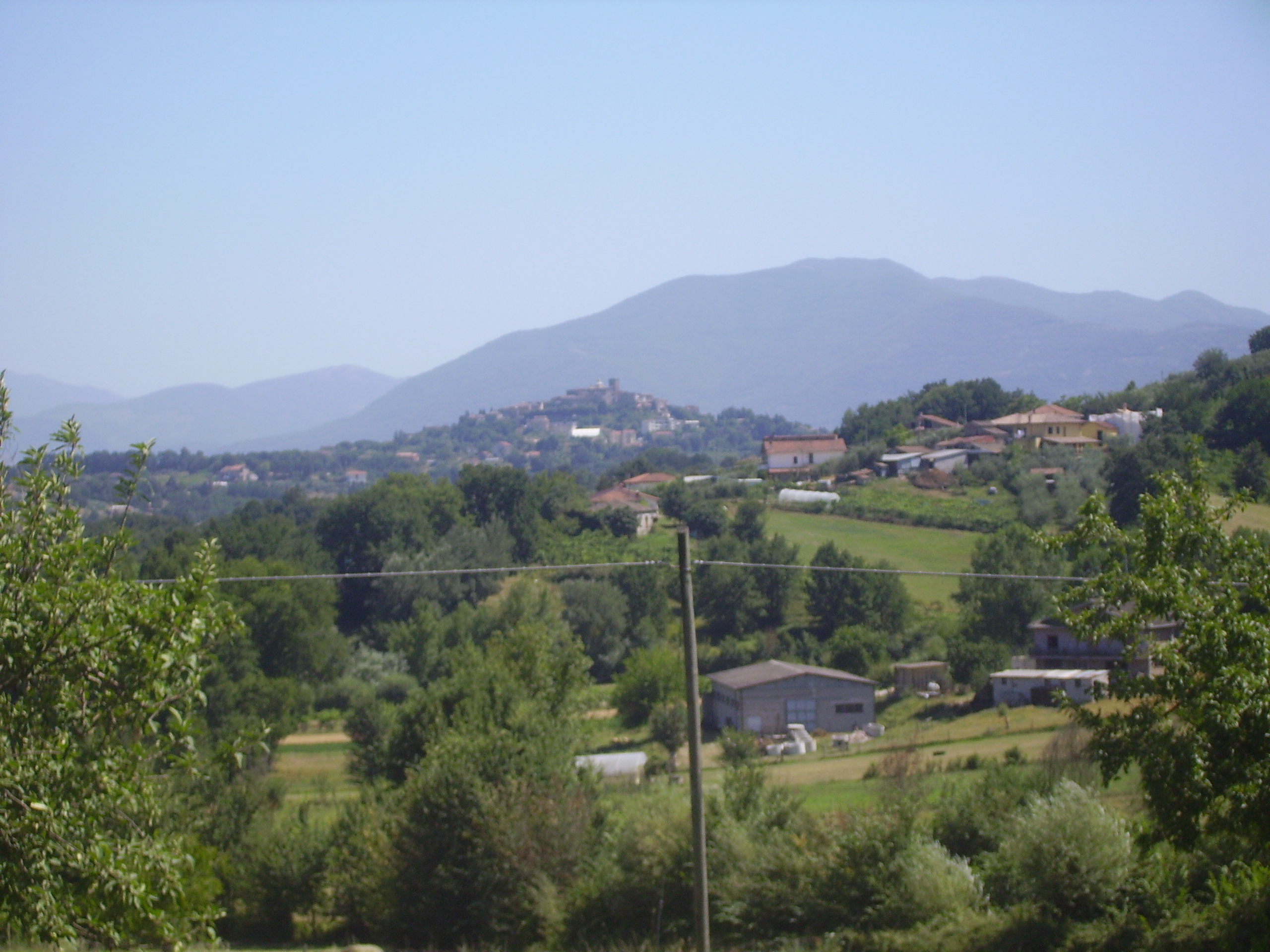
Ripi

Ripi is een gemeente in de Italiaanse provincie Frosinone (regio Latium) en telt 5390 inwoners (31-12-2004). De oppervlakte bedraagt 31,4 km², de bevolkingsdichtheid is 169 inwoners per km².

## Demografie
Ripi telt ongeveer 1877 huishoudens. Het aantal inwoners daalde in de periode 1991-2001 met 1,0% volgens cijfers uit de tienjaarlijkse volkstellingen van ISTAT.
| Jaar | Inwoneraantal |
| ---- | ------------- |
| 1991 | 5333          |
| 2001 | 5282          |

## Geografie
De gemeente ligt op ongeveer 300 m boven zeeniveau.
Ripi grenst aan de volgende gemeenten: Arnara, Boville Ernica, Ceprano, Pofi, Strangolagalli, Torrice, Veroli.